# Long Beach Shortbus
I Long Beach Shortbus sono un gruppo reggae con influenze punk, proveniente da Long Beach, in California.
La Band si compone di quattro membri: RAS-1 (Leader, Cantante e Chitarrista), Trey Pangborn (Chitarrista), Eric Wilson (Bassista) e Damion Ramirez (Batterista).

## Carriera
Il loro primo CD fu intitolato con il nome del loro stesso gruppo, e contiene la canzone California Grace.
Il secondo CD, intitolato Flying Ship Of Fantasy conteneva anche brani del loro primo album.
Gli Shortbus nacquero dopo lo scioglimento dei Long Beach Dub Allstars, i fondatori del gruppo, infatti, venivano dai LBDA, ed erano Eric Wilson e RAS-1.
I Long Beach Dub Allstars furono creati dai componenti sopravvissuti dei Sublime, Bud Gaugh ed Eric Wilson, dopo la morte del leader dei Sublime Bradley Nowell.

## Membri
- RAS-1 (Voce, Chitarra)
- Trey Pangborn (Chitarra)
- Eric Wilson (Basso
- Damion Ramirez (Batteria)